# Vretalundsskogens naturreservat
Vretalundsskogens naturreservat är ett kommunalt naturreservat i Lekebergs kommun i Örebro län.
Området är naturskyddat sedan 2024 och är 3,4 hektar stort. Reservatet ligger i sydvästra delen av Lanna och består av lövskog.